# Wendell Bailey

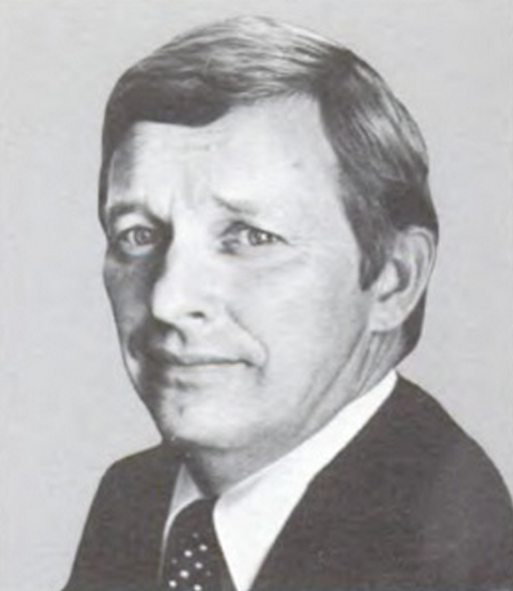
Wendell Bailey

R. Wendell Bailey (* 30. Juli 1940 in Willow Springs, Howell County, Missouri) ist ein US-amerikanischer Politiker. Zwischen 1981 und 1983 vertrat er den Bundesstaat Missouri im US-Repräsentantenhaus.

## Werdegang
Wendell Bailey besuchte die Willow Springs High School und studierte danach bis 1962 an der Southwest Missouri State University in Springfield Betriebswirtschaftslehre. In den folgenden Jahren arbeitete er als Autohändler. Gleichzeitig begann er als Mitglied der Republikanischen Partei eine politische Laufbahn. Zwischen 1969 und 1971 saß er im Stadtrat von Willow Springs; danach fungierte er bis 1972 als Bürgermeister dieses Ortes.
Von 1972 bis 1980 war Bailey Abgeordneter im Repräsentantenhaus von Missouri. Bei den Kongresswahlen des Jahres 1980 wurde er im achten Wahlbezirk seines Staates in das US-Repräsentantenhaus in Washington, D.C. gewählt, wo er am 3. Januar 1981 die Nachfolge von Richard Howard Ichord antrat. Da er im Jahr 1982 nicht bestätigt wurde, konnte er bis zum 3. Januar 1983 nur eine Legislaturperiode im Kongress absolvieren.
Zwischen 1985 und 1993 war Bailey Finanzminister des Staates Missouri. 1992 bewarb er sich erfolglos in den Vorwahlen seiner Partei um die Nominierung als Spitzenkandidat für die anstehende Gouverneurswahl; im Jahr 2000 kandidierte er ebenfalls ohne Erfolg für das Amt des Vizegouverneurs von Missouri. 2006 arbeitete er für die Small Business Administration in Kansas City.